# Vattásovci
Vattásovci (berbersky ⵉⵡⴻⵟⵟⴰⵙⴻⵏ, iweṭṭasen v latince, arabsky وطاسيون waţāsiyūn nebo بنو الوطاس, banū al-waţās nebo beni ouattas, doslova „synové Vattásovi“) byla původem berberská dynastie, která vládla v Maroku v letech 1465 až 1554 jako sultáni. Před nimi vládli Marínovci, jimž Vattásovci často sloužili jako vezírové, po nich nastoupili Saadové. Vattásovský sultanát byl od roku 1526 ve vazalském vztahu s Osmanskou říší.